# Bautzener Wohnungsbaugesellschaft
Die Bautzener Wohnungsbaugesellschaft mbH (BWB) ist ein kommunales Wohnungsunternehmen der Stadt Bautzen. Sie bewirtschaftet circa 3.700 Wohnungen und 100 Gewerbeeinheiten – darunter Einzelhandels- und Dienstleistungsflächen, Büros, Arztpraxen und Restaurants – sowie circa 1.800 Stellplätze und Garagen in Bautzen und ist damit größter Vermieter in der Stadt.

## Geschichte
Die BWB wurde am 11. Dezember 1990, nur wenige Wochen nach der deutschen Wiedervereinigung, als 100%ige Tochter der Stadt Bautzen gegründet. Ihre Aufgabe besteht seitdem im nachfrageorientierten Zurverfügungstellen von sicherem Wohnraum für die Bürger von Bautzen. Die BWB ist zu 100 % in städtischem Eigentum.

## Entwicklung
Seit der Gründung der BWB hat sich der Bestand an Wohn- und Gewerbeeinheiten erheblich verringert. Zu Beginn waren circa 10.000 Einheiten zu bewirtschaften. Viele Objekte wurden gemäß Vermögensgesetz an die Alteigentümer rückübertragen. Zur Erfüllung der Privatisierungsauflagen nach dem Altschuldenhilfegesetz waren umfangreiche Verkäufe zu realisieren. Um dem strukturellen Leerstand entgegenzuwirken, wurden im Rahmen des Stadtumbaus Ost mehrere Wohnblöcke abgerissen. Insbesondere durch diese Schwerpunkte, aber auch durch weitere Verkäufe von Streubesitz, den Abriss einiger nicht sanierungsfähiger Objekte und den Neubau an ausgewählten Standorten ist die Bestandsentwicklung geprägt.

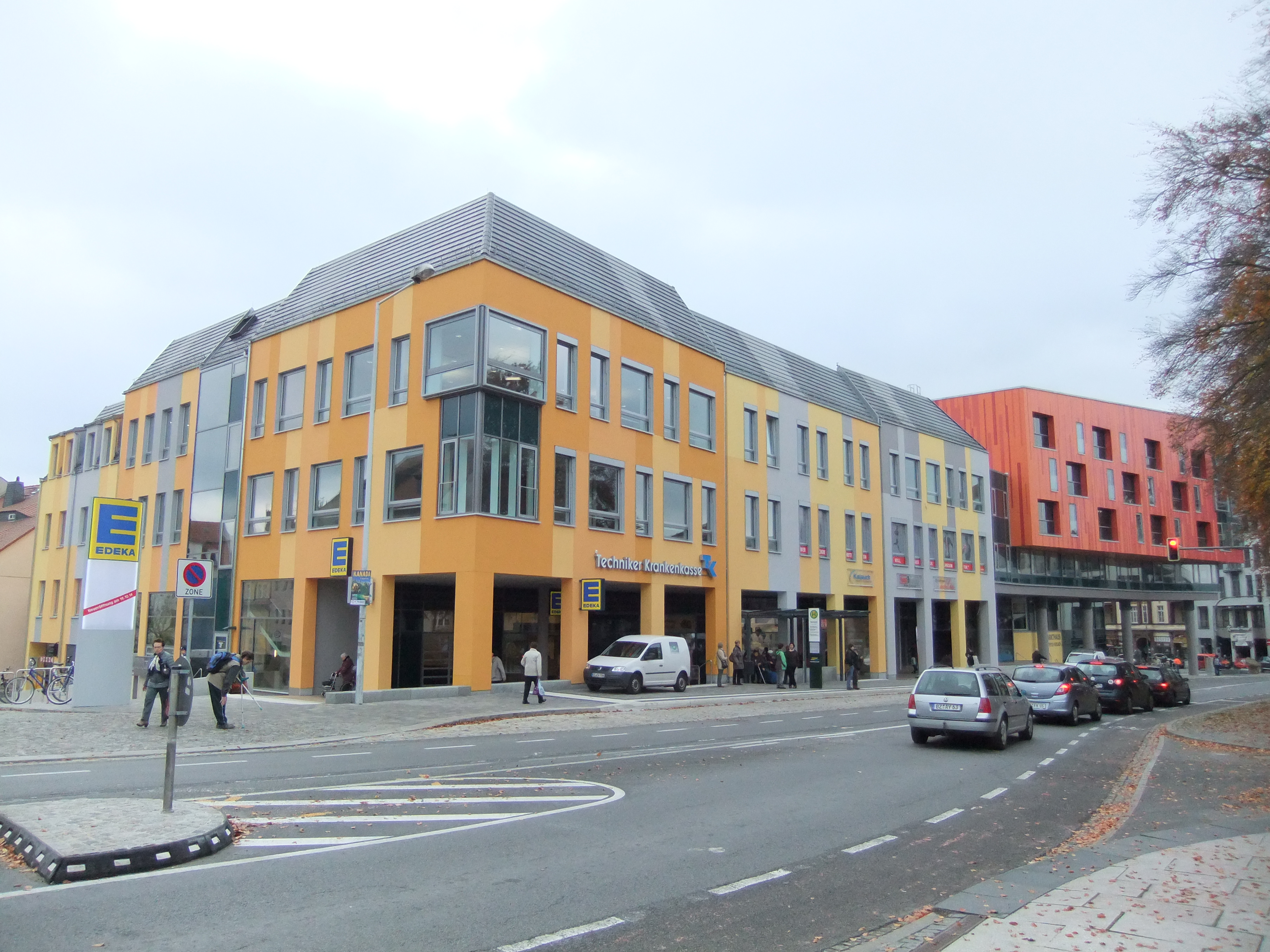
Kornmarkthaus

Bei Gründung der BWB wurden die bis dahin vom VEB Gebäudewirtschaft Bautzen verwalteten Bestände übernommen. An vielen dieser Gebäude, besonders der Altbausubstanz, bestand hoher Sanierungsstau. Eine der Herausforderungen bestand darin, zahlreiche Wohnungen mängelfrei und mit zeitgemäßer Ausstattung herzurichten. Die meisten Wohnungen und Gebäude wurden seither saniert, Fenster erneuert, Heizungsanlagen modernisiert und Fassaden neu gestaltet. Nahezu alle Gewerke waren mit unterschiedlichem Leistungsumfang an diesen Vorhaben beteiligt. Leerstehende Wohnungen konnten so dem Wohnungsmarkt wieder zugeführt werden. Rund 800 Wohnungen sind barrierearm und mit einem Aufzug zu erreichen. Auch die Infrastruktur in den Wohngebieten wurde schrittweise verbessert. Neue Parkplätze, Spielplätze sowie neu gestaltete Außenanlagen sollen das Wohnumfeld aufwerten. Im Rahmen der Stadtentwicklung wurden durch die BWB auch einige neue Gebäude errichtet und so Baulücken geschlossen. Das größte Projekt war dabei die Errichtung des neuen Kornmarkthauses, eines Wohn- und Geschäftsgebäudes, an dem Platz, an dem sich ehemals das „Haus der Mode“ befand. Das Investitionsvolumen betrug circa 17 Mio. Euro.
Innerhalb von 25 Jahren investierte die BWB nahezu 250 Mio. Euro. Damit hat sie rund 90 % ihres Wohnungsbestandes saniert bzw. neu errichtet. Aktuell sind Neubauten mit 4-Raum-Wohnungen für Familien in Planung.

## Wohnungsbestand
Die BWB vermietet Wohnungen in verschiedenen Stadtteilen von Bautzen. Dazu gehören: Innenstadt, Gesundbrunnen, Nordostring, Ostvorstadt mit Allendeviertel, Musikerviertel und Thrombergsiedlung, Westvorstadt, Südvorstadt und einige Objekte im ländlichen Raum. Der Wohnungsbestand der BWB umfasst neben Altbauwohnungen in der Innenstadt auch Wohnungen in modernisierten Mehrfamilienhäusern, in der „Platte“ und in Neubauten.
Mit dem „Hexenhäusl“, dem ehemaligen „Goldenen Lamm“ oder dem heutigen „Mönchshof“ gehören einige der ältesten Gebäude der Stadt zum Bestand der BWB. Im Jahr 2014 wurde am ehemaligen Standort des in der DDR als Experimentalbau errichteten „Hochhauses“ der Neubau „Kornmarkthaus“ fertiggestellt.

## Wirtschaftliche Lage
Per 31. Dezember 2016 betrug die Bilanzsumme 114,7 Mio. Euro. Die Eigenkapitalquote lag bei 69,7 %. Die Vermögenslage der BWB ist geordnet. Geschäftsverlauf und wirtschaftliche Lage werden durch die Geschäftsführung positiv beurteilt.
Der durchschnittliche Nettomietpreis ist in den vergangenen Jahren auf 4,75 Euro/m² gestiegen.
Die BWB beschäftigt derzeit 24 Vollzeit- und 10 Teilzeitmitarbeiter.

## Soziales Engagement
Die BWB beteiligt sich grundsätzlich nicht an Spendenaktionen und Sponsoringmaßnahmen. Die Gesellschaft kooperiert jedoch mit Trägern sozialer Belange und fördert so Initiativen und Aktivitäten, die das Zusammenleben in den Quartieren verbessern. Ein Sozialarbeiter hilft Mietern bei der Bewältigung unterschiedlicher Probleme.

## Aufsichtsrat
Der Aufsichtsrat besteht aus neuen Mitgliedern unter dem Vorsitzenden Oberbürgermeister Karsten Vogt. Der Aufsichtsrat unterstützt und berät die Gesellschaft bei allen wichtigen Entscheidungen. Die aktuelle Zusammensetzung des Aufsichtsrates ist auf der Unternehmenswebsite dokumentiert.

## Auszeichnung
Im Jahr 2007 bekam die BWB den Deutschen Bauherrenpreis Modernisierung für die Umgestaltung im Bereich O.-Nagel-Straße 48–78 / F.-Ebert-Straße 6–10. Der Wettbewerb stand unter dem Motto „Hohe Qualität - Tragbare Kosten“.